# Leichtathletik-Weltmeisterschaften 2017/Teilnehmer (Kuwait)
| Gelbes Symbol für Goldmedaillen mit stilisierten Olympischen Ringen | Graues Symbol für Silbermedaillen mit stilisierten Olympischen Ringen | Braundes Symbol für Bronzemedaillen mit stilisierten Olympischen Ringen |
| ------------------------------------------------------------------- | --------------------------------------------------------------------- | ----------------------------------------------------------------------- |
| —                                                                   | —                                                                     | —                                                                       |

Von Kuwait wurden drei Athleten für die Weltmeisterschaften in London nominiert.

## Ergebnisse

### Männer

#### Laufdisziplinen
| Athlet                  | Disziplin    | Vorlauf        | Vorlauf | Halbfinale         | Halbfinale         | Finale             | Finale             |
| Athlet                  | Disziplin    | Zeit           | Platz   | Zeit               | Platz              | Zeit               | Platz              |
| ----------------------- | ------------ | -------------- | ------- | ------------------ | ------------------ | ------------------ | ------------------ |
| Ebrahim al-Zofairi      | 800 m        | 1:46,29 min PB | 16      | 1:46,68 min        | 18                 | nicht qualifiziert | nicht qualifiziert |
| Abdulaziz al-Mandeel    | 110 m Hürden | 13,63 s        | 29      | nicht qualifiziert | nicht qualifiziert | nicht qualifiziert | nicht qualifiziert |
| Yaqoub Mohamed al-Youha | 110 m Hürden | 13,56 s        | 21      | DNF                | DNF                | –––                | –––                |